# NGC 1651
NGC 1651 (другое обозначение — ESO 55-SC30) — шаровое звёздное скопление в созвездии Столовой Горы. Входит в Большое Магелланово Облако.
Этот объект входит в число перечисленных в оригинальной редакции «Нового общего каталога».
Скопление имеет массу около 1,7×105 M⊙ и возраст около 2 млрд лет. Его диаграмма спектр-светимость проявляет некоторые специфические черты: широкую главную последовательность, уширенные точку поворота главной последовательности и красное сгущение. Причины этих особенностей остаются неясными; модели не исключают как одновозрастной состав звёздного населения в скоплении, так и композитный состав.
NGC 1651 является лучшим примером обнаруженного на сегодняшний день звездного кластера с одновозрастными светилами.Ричард Де Грийс